# Ntemīs Nikolaïdīs
Themistoklīs Nikolaïdīs, detto Ntemīs (in greco Θεμιστοκλής "Ντέμης" Νικολαΐδης?; Gießen, 17 settembre 1973), è un ex calciatore greco, di ruolo attaccante, campione d'Europa con la nazionale greca nel 2004.

## Biografia
Nikolaidis ha sposato Despoina Vandī, cantante greca molto celebre nel suo Paese e a Cipro, dalla quale ha avuto due figli: una figlia, Melina, nata nel 2004, e un figlio, Yòrgos, nato nell'agosto 2007.

## Carriera

### Club

#### Apollon Smyrnis
Nikolaidis iniziò a giocare nell'Ethnikos Alexandroupolis, squadra della sua città. All'età di 20 anni si trasferì all'Apollon Smyrnis, dove debuttò nel calcio professionistico e presto divenne un giocatore della prima squadra. Con Apollon Smyrnis raggiunge a sorpresa la finale della Coppe di Grecia, contro la l'AEK Atene. Le sue prestazioni interessarono moltissimo il Panathīnaïkos, l'Olympiakos e l'AEK Atene, squadra per cui faceva il tifo da bambino.

#### AEK Atene
Nikiolaidis rifiutò il trasferimento all'Olympiakos e costrinse il presidente dell'Apollon a venderlo all'AEK. Con la nuova squadra Nikolaidis segnò 177 gol in 266 partite, vincendo 3 Coppe di Grecia e una Supercoppa di Grecia e risultando capocannoniere nel campionato 1998/99 e nella Coppa UEFA 2000/01. È anche il capocannoniere delle squadre greche nelle coppe europee, con 26 gol in 51 partite. Ha realizzato una cinquina in due occasioni ed è l'unico calciatore greco ad aver segnato 4 reti in una sola partita delle coppe europee.
Nel 2002 ha ricevuto un riconoscimento dal comitato della UEFA per il fair play per aver richiesto che un suo gol realizzato in Coppa di Grecia non venisse contato in quanto segnato con la mano.
Benché non sia mai riuscito vincere il campionato con l'AEK, Nikolaidis è diventato una tra i giocatori più amati della squadra ateniese. Tuttavia, dopo una lite avuta con il proprietario del club, Makis Psomiadis, decise che alla fine della stagione 2002/2003 avrebbe lasciato l'AEK.

#### Atlético Madrid
Nel 2003 l'Atlético Madrid ingaggiò il giocatore. I primi mesi a Madrid furono un grande successo: segnò 6 gol e formò una coppia d'attacco temibile con Fernando Torres. Ma una serie di infortuni lo tennero fuori per il resto della stagione, alla fine della stagione Nikolaidis segnò 6 goal. Questo gli permise di andare agli Europei 2004 e di vincerli con la Grecia.

### Nazionale
Nikolaidis è stato il principale marcatore della nazionale greca del suo periodo, con cui vanta 54 presenze e 17 reti, quinto miglior marcatore di sempre.
Debuttò con la Grecia il 26 aprile 1995 contro la Russia.
Nel 1999 Nikolaidis con Kasapis e Atmatsidis si ritirò dalla nazionale per protestare contro le ingiustizie del campionato greco. Due anni più tardi, però, dopo una serie di risultati negativi che portarono all'esonero del CT Vasilis Daniil, ritornò in nazionale. Nella sua prima partita dopo il ritorno, Nikolaidis segnà nel 2-2 contro l'Inghilterra, partita valida per le qualificazioni al Mondiale 2002. Il nuovo CT Otto Rehhagel in seguito puntò su di lui e la Grecia riuscì a qualificarsi direttamente per gli Europei 2004, vincendo il girone di qualificazione davanti alla Spagna.
Benché si fosse infortunato e non fosse sceso in campo nel periodo precedente, Rehhagel lo incluse nella lista dei convocati per Euro 2004. Durante la manifestazione continentale l'attacco titolare era composto da Vryzas e Charisteas ma Nikolaidis riuscì a disputare tutte e tre le partite del girone eliminario, anche se partì dalla panchina. Nei quarti di finale contro la Francia, invece, fu schierato come titolare. Dopo questa partita, tuttavia, si infortunò nuovamente e non poté giocare le ultime due partite che consegnarono il titolo di Campioni d'Europa ai greci.

## Dopo il ritiro
Nel maggio 2004 Nikolaidis formò un consorzio di imprenditori che acquistò l'AEK Atene salvando la società, che aveva molti problemi economici, dalla bancarotta. Nikolaidis si ritirò dal calcio giocato dopo l'Europeo 2004, a 31 anni, e divenne presidente dell'AEK Atene. Rimase in carica per 4 anni, fino al 2 novembre 2008, quando si dimise.

## Statistiche

### Presenze e reti nei club
| Stagione                        | Squadra                         | Campionato                      | Campionato | Campionato | Coppe nazionali | Coppe nazionali | Coppe nazionali | Coppe continentali | Coppe continentali | Coppe continentali | Altre coppe | Altre coppe | Altre coppe | Totale | Totale |
| Stagione                        | Squadra                         | Comp                            | Pres       | Reti       | Comp            | Pres            | Reti            | Comp               | Pres               | Reti               | Comp        | Pres        | Reti        | Pres   | Reti   |
| ------------------------------- | ------------------------------- | ------------------------------- | ---------- | ---------- | --------------- | --------------- | --------------- | ------------------ | ------------------ | ------------------ | ----------- | ----------- | ----------- | ------ | ------ |
| 1992-1993                       | Ethnikos Alexandroupolis        |                                 | 30         | 7          | CG              | 0               | 0               | -                  | -                  | -                  | -           | -           | -           | 30     | 7      |
| 1993-gen. 1994                  | Ethnikos Alexandroupolis        |                                 | 9          | 7          | CG              | 1               | 0               | -                  | -                  | -                  | -           | -           | -           | 10     | 7      |
| Totale Ethnikos Alexandroupolis | Totale Ethnikos Alexandroupolis | Totale Ethnikos Alexandroupolis | 39         | 14         |                 | 1               | 0               |                    | -                  | -                  |             | -           | -           | 40     | 14     |
| gen.-giu. 1994                  | Apollōn Smyrnīs                 | SL                              | 18         | 5          | CG              | 0               | 0               | -                  | -                  | -                  | -           | -           | -           | 18     | 5      |
| 1994-1995                       | Apollōn Smyrnīs                 | SL                              | 33         | 17         | CG              | 5               | 1               | -                  | -                  | -                  | -           | -           | -           | 38     | 18     |
| 1995-1996                       | Apollōn Smyrnīs                 | SL                              | 29         | 16         | CG              | 12              | 10              | CU                 | 2                  | 0                  | -           | -           | -           | 43     | 26     |
| Totale Apollōn Smyrnīs          | Totale Apollōn Smyrnīs          | Totale Apollōn Smyrnīs          | 80         | 38         |                 | 17              | 11              |                    | 2                  | 0                  |             | -           | -           | 99     | 49     |
| 1996-1997                       | AEK                             | SL                              | 31         | 19         | CG              | 7               | 3               | CdC                | 6                  | 1                  | -           | -           | -           | 44     | 23     |
| 1997-1998                       | AEK                             | SL                              | 26         | 19         | CG              | 1               | 0               | CdC                | 5                  | 2                  | -           | -           | -           | 32     | 21     |
| 1998-1999                       | AEK                             | SL                              | 29         | 22         | CG              | 0               | 0               | CU                 | 4                  | 6                  | -           | -           | -           | 33     | 28     |
| 1999-2000                       | AEK                             | SL                              | 32         | 22         | CG              | 8               | 11              | UCL                | 8                  | 3                  | -           | -           | -           | 48     | 36     |
| 2000-2001                       | AEK                             | SL                              | 25         | 15         | CG              | 4               | 4               | CU                 | 8                  | 6                  | -           | -           | -           | 37     | 25     |
| 2001-2002                       | AEK                             | SL                              | 24         | 16         | CG              | 7               | 6               | CU                 | 8                  | 5                  | -           | -           | -           | 39     | 27     |
| 2002-2003                       | AEK                             | SL                              | 22         | 12         | CG              | 2               | 1               | UCL                | 12                 | 3                  | -           | -           | -           | 36     | 16     |
| Totale AEK                      | Totale AEK                      | Totale AEK                      | 189        | 125        |                 | 29              | 25              |                    | 51                 | 26                 |             | -           | -           | 269    | 176    |
| 2003-2004                       | Atletico Madrid                 | PD                              | 22         | 6          | CR              | 1               | 0               | -                  | -                  | -                  | -           | -           | -           | 22     | 6      |
| Totale carriera                 | Totale carriera                 | Totale carriera                 | 330        | 183        |                 | 47              | 36              |                    | 53                 | 26                 |             | -           | -           | 430    | 245    |

### Cronologia presenze e reti in nazionale
| Cronologia completa delle presenze e delle reti in nazionale ― Grecia | Cronologia completa delle presenze e delle reti in nazionale ― Grecia | Cronologia completa delle presenze e delle reti in nazionale ― Grecia | Cronologia completa delle presenze e delle reti in nazionale ― Grecia | Cronologia completa delle presenze e delle reti in nazionale ― Grecia | Cronologia completa delle presenze e delle reti in nazionale ― Grecia | Cronologia completa delle presenze e delle reti in nazionale ― Grecia | Cronologia completa delle presenze e delle reti in nazionale ― Grecia |
| Data                                                                  | Città                                                                 | In casa                                                               | Risultato                                                             | Ospiti                                                                | Competizione                                                          | Reti                                                                  | Note                                                                  |
| --------------------------------------------------------------------- | --------------------------------------------------------------------- | --------------------------------------------------------------------- | --------------------------------------------------------------------- | --------------------------------------------------------------------- | --------------------------------------------------------------------- | --------------------------------------------------------------------- | --------------------------------------------------------------------- |
| 26-4-1995                                                             | Salonicco                                                             | Grecia                                                                | 0 – 3                                                                 | Russia                                                                | Qual. Euro 1996                                                       | -                                                                     | 58’                                                                   |
| 11-6-1995                                                             | Helsinki                                                              | Finlandia                                                             | 2 – 1                                                                 | Grecia                                                                | Qual. Euro 1996                                                       | 1                                                                     |                                                                       |
| 6-9-1995                                                              | Serravalle                                                            | San Marino                                                            | 0 – 4                                                                 | Grecia                                                                | Qual. Euro 1996                                                       | -                                                                     | 46’                                                                   |
| 15-11-1995                                                            | Candia                                                                | Grecia                                                                | 5 – 0                                                                 | Fær Øer                                                               | Qual. Euro 1996                                                       | 1                                                                     | 46’                                                                   |
| 24-1-1996                                                             | Calcide                                                               | Grecia                                                                | 2 – 1                                                                 | Israele                                                               | Amichevole                                                            | -                                                                     | 46’                                                                   |
| 21-2-1996                                                             | Nîmes                                                                 | Francia                                                               | 3 – 1                                                                 | Grecia                                                                | Amichevole                                                            | -                                                                     | 71’                                                                   |
| 27-3-1996                                                             | Lisbona                                                               | Portogallo                                                            | 1 – 0                                                                 | Grecia                                                                | Amichevole                                                            | -                                                                     | 79’                                                                   |
| 24-4-1996                                                             | Amarousio                                                             | Grecia                                                                | 2 – 0                                                                 | Slovenia                                                              | Qual. Mondiali 1998                                                   | 1                                                                     | 60’                                                                   |
| 8-5-1996                                                              | Giannina                                                              | Grecia                                                                | 2 – 1                                                                 | Georgia                                                               | Amichevole                                                            | 2                                                                     |                                                                       |
| 14-8-1996                                                             | Amarousio                                                             | Grecia                                                                | 2 – 1                                                                 | Albania                                                               | Amichevole                                                            | 1                                                                     |                                                                       |
| 1-9-1996                                                              | Kalamata                                                              | Grecia                                                                | 3 – 0                                                                 | Bosnia ed Erzegovina                                                  | Qual. Mondiali 1998                                                   | 1                                                                     |                                                                       |
| 9-10-1996                                                             | Copenaghen                                                            | Danimarca                                                             | 2 – 1                                                                 | Grecia                                                                | Qual. Mondiali 1998                                                   | -                                                                     |                                                                       |
| 10-11-1996                                                            | Zagabria                                                              | Croazia                                                               | 1 – 1                                                                 | Grecia                                                                | Qual. Mondiali 1998                                                   | 1                                                                     |                                                                       |
| 22-1-1997                                                             | Gerusalemme                                                           | Israele                                                               | 1 – 1                                                                 | Grecia                                                                | Amichevole                                                            | -                                                                     |                                                                       |
| 19-2-1997                                                             | Atene                                                                 | Grecia                                                                | 0 – 0                                                                 | Portogallo                                                            | Amichevole                                                            | -                                                                     |                                                                       |
| 12-3-1997                                                             | Paralimni                                                             | Cipro                                                                 | 0 – 4                                                                 | Grecia                                                                | Amichevole                                                            | -                                                                     | 46’                                                                   |
| 2-4-1997                                                              | Sarajevo                                                              | Bosnia ed Erzegovina                                                  | 0 – 1                                                                 | Grecia                                                                | Qual. Mondiali 1998                                                   | -                                                                     |                                                                       |
| 30-4-1997                                                             | Salonicco                                                             | Grecia                                                                | 0 – 1                                                                 | Croazia                                                               | Qual. Mondiali 1998                                                   | -                                                                     | 13’                                                                   |
| 19-8-1997                                                             | Heraklion                                                             | Grecia                                                                | 2 – 1                                                                 | Cipro                                                                 | Amichevole                                                            | -                                                                     | 71’                                                                   |
| 11-10-1997                                                            | Atene                                                                 | Grecia                                                                | 0 – 0                                                                 | Danimarca                                                             | Qual. Mondiali 1998                                                   | -                                                                     |                                                                       |
| 6-9-1998                                                              | Atene                                                                 | Grecia                                                                | 2 – 2                                                                 | Slovenia                                                              | Qual. Euro 2000                                                       | -                                                                     | cap.                                                                  |
| 18-11-1998                                                            | Tirana                                                                | Albania                                                               | 0 – 0                                                                 | Grecia                                                                | Qual. Euro 2000                                                       | -                                                                     | cap. 68’                                                              |
| 3-2-1999                                                              | Larnaca                                                               | Finlandia                                                             | 1 – 2                                                                 | Grecia                                                                | Torneo Internazionale di Cipro                                        | 1                                                                     | cap.                                                                  |
| 5-2-1999                                                              | Larnaca                                                               | Belgio                                                                | 0 – 1                                                                 | Grecia                                                                | Torneo Internazionale di Cipro                                        | -                                                                     | 67’ 85’                                                               |
| 10-3-1999                                                             | Atene                                                                 | Grecia                                                                | 3 – 2                                                                 | Croazia                                                               | Amichevole                                                            | 1                                                                     | cap.                                                                  |
| 27-3-1999                                                             | Atene                                                                 | Grecia                                                                | 0 – 2                                                                 | Norvegia                                                              | Qual. Euro 2000                                                       | -                                                                     | cap.                                                                  |
| 31-3-1999                                                             | Riga                                                                  | Lettonia                                                              | 0 – 0                                                                 | Grecia                                                                | Qual. Euro 2000                                                       | -                                                                     | cap.                                                                  |
| 4-9-1999                                                              | Oslo                                                                  | Norvegia                                                              | 1 – 0                                                                 | Grecia                                                                | Qual. Euro 2000                                                       | -                                                                     | cap.                                                                  |
| 6-10-1999                                                             | Atene                                                                 | Grecia                                                                | 2 – 0                                                                 | Albania                                                               | Qual. Euro 2000                                                       | -                                                                     |                                                                       |
| 9-10-1999                                                             | Maribor                                                               | Slovenia                                                              | 0 – 3                                                                 | Grecia                                                                | Qual. Euro 2000                                                       | 1                                                                     | cap. 80’                                                              |
| 6-10-2001                                                             | Manchester                                                            | Inghilterra                                                           | 2 – 2                                                                 | Grecia                                                                | Qual. Mondiali 2002                                                   | 1                                                                     | 88’                                                                   |
| 10-11-2001                                                            | Nea Filadelfeia                                                       | Grecia                                                                | 4 – 2                                                                 | Estonia                                                               | Amichevole                                                            | 2                                                                     | 46’                                                                   |
| 14-11-2001                                                            | Nea Filadelfeia                                                       | Grecia                                                                | 1 – 2                                                                 | Cipro                                                                 | Amichevole                                                            | -                                                                     |                                                                       |
| 13-2-2002                                                             | Salonicco                                                             | Grecia                                                                | 2 – 2                                                                 | Svezia                                                                | Amichevole                                                            | -                                                                     | 69’                                                                   |
| 17-4-2002                                                             | Giannina                                                              | Grecia                                                                | 0 – 0                                                                 | Rep. Ceca                                                             | Amichevole                                                            | -                                                                     | 64’                                                                   |
| 12-5-2002                                                             | Alessandropoli                                                        | Grecia                                                                | 3 – 2                                                                 | Romania                                                               | Amichevole                                                            | 1                                                                     | 46’                                                                   |
| 21-8-2002                                                             | Costanza                                                              | Romania                                                               | 0 – 1                                                                 | Grecia                                                                | Amichevole                                                            | -                                                                     | 72’                                                                   |
| 7-9-2002                                                              | Atene                                                                 | Grecia                                                                | 0 – 2                                                                 | Spagna                                                                | Qual. Euro 2004                                                       | -                                                                     |                                                                       |
| 12-10-2002                                                            | Kiev                                                                  | Ucraina                                                               | 2 – 0                                                                 | Grecia                                                                | Qual. Euro 2004                                                       | -                                                                     | 66’                                                                   |
| 16-10-2002                                                            | Atene                                                                 | Grecia                                                                | 2 – 0                                                                 | Armenia                                                               | Qual. Euro 2004                                                       | 2                                                                     | 46’                                                                   |
| 20-11-2002                                                            | Atene                                                                 | Grecia                                                                | 0 – 0                                                                 | Irlanda                                                               | Amichevole                                                            | -                                                                     | 46’                                                                   |
| 12-2-2003                                                             | Heraklion                                                             | Grecia                                                                | 1 – 0                                                                 | Norvegia                                                              | Amichevole                                                            | -                                                                     | 46’                                                                   |
| 26-3-2003                                                             | Graz                                                                  | Austria                                                               | 2 – 2                                                                 | Grecia                                                                | Amichevole                                                            | -                                                                     | 46’                                                                   |
| 2-4-2003                                                              | Belfast                                                               | Irlanda del Nord                                                      | 0 – 2                                                                 | Grecia                                                                | Qual. Euro 2004                                                       | -                                                                     | 42’                                                                   |
| 20-8-2003                                                             | Norrköping                                                            | Svezia                                                                | 1 – 2                                                                 | Grecia                                                                | Amichevole                                                            | -                                                                     | 46’                                                                   |
| 6-9-2003                                                              | Erevan                                                                | Armenia                                                               | 0 – 1                                                                 | Grecia                                                                | Qual. Euro 2004                                                       | -                                                                     | 46’                                                                   |
| 11-10-2003                                                            | Atene                                                                 | Grecia                                                                | 1 – 0                                                                 | Irlanda del Nord                                                      | Qual. Euro 2004                                                       | -                                                                     | 46’                                                                   |
| 15-11-2003                                                            | Aveiro                                                                | Portogallo                                                            | 1 – 1                                                                 | Grecia                                                                | Amichevole                                                            | -                                                                     | 46’                                                                   |
| 31-3-2004                                                             | Heraklion                                                             | Grecia                                                                | 1 – 0                                                                 | Svizzera                                                              | Amichevole                                                            | -                                                                     |                                                                       |
| 28-4-2004                                                             | Eindhoven                                                             | Paesi Bassi                                                           | 4 – 0                                                                 | Grecia                                                                | Amichevole                                                            | -                                                                     | 46’                                                                   |
| 12-6-2004                                                             | Porto                                                                 | Portogallo                                                            | 1 – 2                                                                 | Grecia                                                                | Euro 2004 - 1º turno                                                  | -                                                                     | 67’                                                                   |
| 16-6-2004                                                             | Porto                                                                 | Grecia                                                                | 1 – 1                                                                 | Spagna                                                                | Euro 2004 - 1º turno                                                  | -                                                                     | 49’                                                                   |
| 20-6-2004                                                             | Faro                                                                  | Russia                                                                | 2 – 1                                                                 | Grecia                                                                | Euro 2004 - 1º turno                                                  | -                                                                     | 69’                                                                   |
| 25-6-2004                                                             | Lisbona                                                               | Francia                                                               | 0 – 1                                                                 | Grecia                                                                | Euro 2004 - Quarti di finale                                          | -                                                                     | 61’                                                                   |
| Totale                                                                |                                                                       | Presenze                                                              | 54                                                                    |                                                                       | Reti                                                                  | 17                                                                    |                                                                       |

## Palmarès

### Club
- Supercoppa di Grecia: 1

AEK Atene: 1996
- Coppa di Grecia: 3

AEK Atene: 1996-1997, 1999-2000, 2001-2002

### Nazionale
- Campionato d'Europa: 1

2004

### Individuale
- Miglior giovane del campionato greco: 1

1995
- Calciatore greco dell'anno: 3

1997, 1998, 2002
- Capocannoniere dell'Alpha Ethniki: 1

1998-1999
- Capocannoniere della Coppa UEFA: 1

2000-2001
- Riconoscimento UEFA per il fair play: 1

2002